# Šašilovac
Šašilovac (cyr. Шашиловац) – wieś w Serbii, w okręgu rasińskim, w mieście Kruševac. W 2011 roku liczyła 373 mieszkańców.